# Ninna nanna/È bello riaverti
Ninna nanna/È bello riaverti è l'unico singolo dei Pooh del 1975.

## Il disco
Il singolo precede l'uscita del 33 giri Forse ancora poesia. Per la scelta del singolo dell'LP, i Pooh propongono la canzone Linda, rifiutata però dal produttore Giancarlo Lucariello, il quale inoltre insiste affinché Ninna nanna venga eseguita con il massiccio apporto dell'orchestra anziché con sonorità acustiche come auspicato dal gruppo.
Il 45 giri arriva fino alle soglie di hit parade, similmente ai due precedenti, ma a differenza da questi, Ninna nanna non verrà mai inclusa in nessun album dal vivo. La più nota Linda verrà pubblicata solo l'anno dopo, dopo la separazione dal produttore Lucariello.

## I brani
- Ninna nanna (di Facchinetti-Negrini)[3] è una breve canzone d'amore dalle atmosfere velate ed oniriche. L'idea di Roby era quella di realizzare una composizione cantata polifonicamente a quattro voci; tuttavia, il motivo musicale di Ninna nanna non consentì di realizzare in maniera soddisfacente il proponimento ed il pezzo, composto da una sola melodia ripetuta diverse volte con variazioni, venne alla fine cantato all'unisono (in compenso, un simile progetto avrebbe trovato una realizzazione parecchio più tardi, nella canzone Solo voci dell'album Tropico del Nord).[4] Nella tournée dell'inizio del '76, Ninna Nanna era introdotta da una serie di spezzoni strumentali che in seguito sarebbero stati riutilizzati, in LP successivi, come parti strumentali dei brani Sara nel sole,  Storia di una lacrima, e Uno straniero venuto dal tempo;  a questi tratti strumentali di sapore pop-rock seguiva la canzone con le sue atmosfere dolci e tranquille, ma senza accompagnamento dell'orchestra, sostituita dalle tastiere. Ninna nanna venne inclusa come brano guida nell'album Forse ancora poesia e trovò successivamente posto nella raccolta I Pooh 1975-1978.
- Il retro del disco si chiama È bello riaverti (di Facchinetti-Negrini).[3] Affermando una consuetudine che sarebbe diventata piuttosto frequente per i singoli dei Pooh della seconda metà degli anni settanta, il brano non venne incluso nell'album. La versione 45 giri di questa canzone è, come Ninna nanna, ricca di atmosfere dolci e letargiche, atmosfere queste ottenute con i cori di Roby e Dody e con l'apporto dell'orchestra. Non vale esattamente lo stesso discorso per la seconda versione (pubblicata solo nella raccolta 1975-1978):[5]  leggermente più breve, questa seconda esecuzione presenta arrangiamenti sulla carta invariati, ma dalle sonorità più limpide e squillanti. Il brano, meno noto e mai riproposto per decenni, venne inaspettatamente ripescato nel 2012 per compilare la raccolta Opera seconda.

## Formazione
La formazione del gruppo è:
- Roby Facchinetti - tastiere, voce solista
- Dody Battaglia - chitarra, voce solista
- Stefano D'Orazio - batteria, cori
- Red Canzian - basso, cori

Accompagna i Pooh l'orchestra di Gianfranco Monaldi, direttore ed arrangiatore.